# Ella Pitam
Ella Pitam (ur. 10 lutego 1977) – izraelska szachistka, arcymistrzyni od 1997 roku.

## Kariera szachowa
W latach 1992–1997 wielokrotnie reprezentowała Izrael na mistrzostwach świata i Europy juniorek w różnych kategoriach wiekowych, największy sukces odnosząc w 1994 r. w Chanii, gdzie zdobyła brązowy medal mistrzostw Europy juniorek do 18 lat. Pomiędzy 1996 a 2010 r. czterokrotnie uczestniczyła w szachowych olimpiadach, w 1996 r. w Erywaniu zdobywając srebrny medal za indywidualny wynik na IV szachownicy. Była również trzykrotną reprezentantką kraju na drużynowych mistrzostwach Europy, w latach 1997, 1999 i 2009.
W 1998 r. zwyciężyła (wspólnie z Maszą Klinową) w rozegranym w Dreźnie turnieju strefowym i awansowała do pucharowego turnieju o mistrzostwo świata w 2000 r. w Nowym Delhi. W turnieju tym przegrała w I rundzie z Jekatieriną Kowalewskę i odpadła z dalszej rywalizacji. Również w 2000 r. zdobyła tytuł indywidualnej mistrzyni Izraela. W 2001 r. podzieliła III m. (za Ildikó Mádl i Nikolettą Lakos, wspólnie z Henriettą Łagwiławą i Angelą Borsuk) w kołowym turnieju w Tel Awiwie.
Najwyższy ranking w karierze osiągnęła 1 lipca 1997 r., z wynikiem 2375 punktów dzieliła wówczas 34-39. miejsce na światowej liście FIDE, jednocześnie zajmując 1. miejsce wśród izraelskich szachistek.